# Banknordik

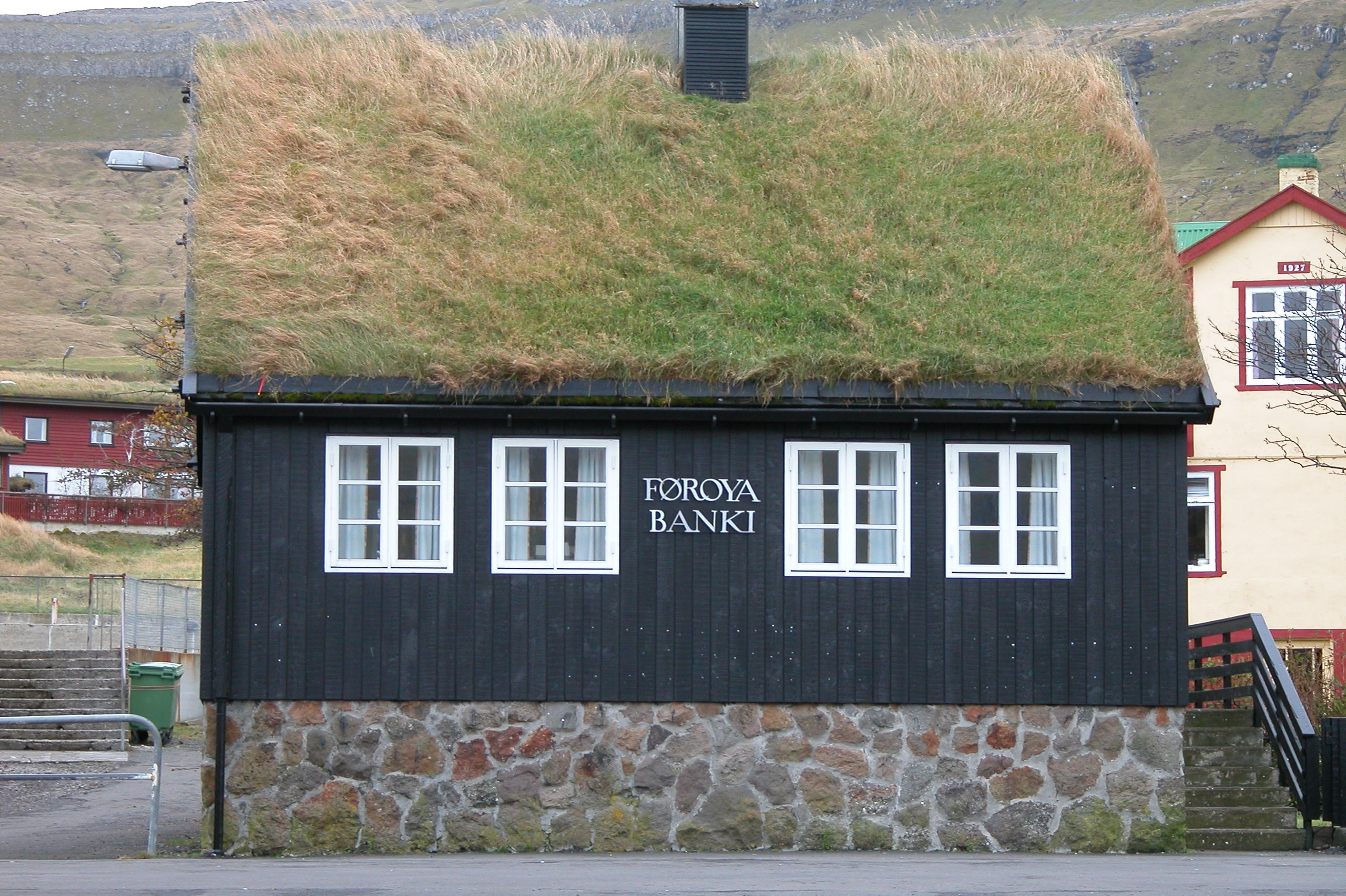
Føroya Banki, det numera nedlagda kontoret i Leirvík.

BankNordik (tidigare Føroya Banki, efter en sammanslagning av Føroya Banki och Sjóvinnubankin) är en bank på Färöarna.
Banknordik har 5 kontor på Färöarna, 18 i Danmark och 1 på Grönland. Huvudkontoret ligger i Torshamn och i dagsläget (2012) är 583 personer heltidsanställda på banken. År 2011 köpte man delar av den konkursade banken Amagerbanken.
Förutom banktjänster erbjuder man sedan år 1998 även försäkringar, efter att man gått ihop med försäkringsbolaget P/F Trygd. Man bedriver också försäkringsverksamhet på Island genom dotterbolaget Vörður. Banken driver även en tidning som utkommer varje månad.
Bankens största ägare (2015) är Färöarnas självstyrelseregering, med 33% av aktierna.